# Zielgerät 1229
Zielgerät 1229 «Vampir» (ZG 1229), Bildwander-Zielgerät — немецкий ночной активный прицел времён Второй мировой войны, один из первых ночных прицелов, выпускавшихся серийно. Предназначался для установки на автомат StG 44.

## История
Разработка ZG 1229 велась в 1944 году научно-исследовательским институтом Рейхспочты Германии (нем. Forschungsanstalt der Deutschen Reichspost, RPF) и компанией Allgemeine Elektrizitäts-Gesellschaft (AEG), а производство осуществлялось компанией Ernst Leitz GmbH.
Войсковые испытания прицелов были проведены панцергренадерами в феврале—марте 1945. (По другим сведениям — испытания так и не состоялись).

### Серийное производство
Сведения об общем количестве произведённых ZG 1229 разнятся. Согласно исследованию, проведённому Начальником армейского вооружения и командующим армейским резервом (нем. Chef der Heeresrüstung und Befehlshaber des Ersatzheeres), на 14 декабря 1944 года началось производство 200 прицелов для нужд диверсантов. Генеральный инспектор бронетанковых войск (нем. Generalinspekteur der Panzertruppen) подал запрос на производство ещё 300 прицелов схожей конструкции, но с рядом изменений. Предполагается, что эти прицелы отличались устройством блока питания и предназначались для установки на стрелковое вооружение танков: предлагалось использовать StG 44 в шаровой пулемётной установке стрелка-радиста на Pz.Kpfw. V «Panther» и Pz.Kpfw.VI Ausf. B «Tiger II», но эти планы не были осуществлены.
Также встречается оценка в 310 автоматов с ночными прицелами, произведённых для опытной эксплуатации.

### Боевое применение и оценка
Комплектование автоматов прицелами ZG 1229 началось только в последние месяцы войны и большинство специалистов сходятся во мнении, что достоверные сведения о боевом применении комплекса отсутствуют.
В то же время, Вальдемар Тройца приводит слова ветеранов Восточного фронта, утверждавших, что они сталкивались с немецкими снайперами, использовавшими ночные прицелы на стрелковом оружии:

Использование ИК-прицелов на стрелковом оружии должно было иметь место уже в начале 1944 года. Мой покойный дед, Герхард Сарнес, и один бывший солдат, с которым мы беседовали, вспоминали, что снайперы на Восточном фронте вели ночную стрельбу, используя «странные, не светящиеся лампы» и прицелы неизвестной новой конструкции. Подобными ИК-прицелами также оснащались MG 34 и MG 42.
Оригинальный текст (пол.)Także zastosowanie urządzeń UR w broni maszynowe musiało mieć miejsce już w początkach 1944 roku. Zarówno mój nieżyjący już dziadek, Gerhard Sarnes, jak i jeden zapytanych o to byłych żołnierzy, przypominali sobie strzelców wyborowych na froncie wschodnim, strzelających w nocy przy pomocy „dziwnych, nieświecących lamp“ i celowników o nieznanej, nowej formie. Podobny zestaw UR był także na wyposażeniu MG 34 oraz MG 42.

Однако, здесь он противоречит своему же утверждению, что ZG 1229 впервые были использованы в бою в феврале 1945 года. К тому же, небольшая дальность обнаружения целей должна была сделать использование этого прицела снайперами и пулемётчиками если не невозможным, то крайне затруднительным. 
Испытания показали, что ZG 1229 обеспечивал распознавание человеческой фигуры на расстоянии до 70 м, отмечались отличная яркость и высокий контраст изображения. Вместе с тем было отмечено, что прицелы требовали крайне бережного обращения и считались слишком громоздкими для использования в наступлении.
Джон Уолтер утверждает, что кроме StG 44, ZG 1229 устанавливался на Kar 98k и G 43, но эти сведения не подтверждаются другими источниками.
Прицелы FG 1250, схожие по конструкции с ZG 1229, устанавливались на пулемёты танков Pz.Kpfw. V «Panther» и бронетранспортёров Sd.Kfz. 251 «Falke».

## Конструкция
Прицел состоял из электронно-оптического преобразователя (ЭОП), инфракрасного прожектора, высоковольтного блока питания, размещавшегося в доработанном футляре для противогаза, аккумуляторных батарей в деревянном футляре и соединительных проводов. Блок питания и батареи крепились на подвесную систему за спиной стрелка. Для включения прицела требовалось нажать кнопку на блоке питания. Стрелку требовалось периодически нажимать на кнопку, когда изображение на экране начинало гаснуть. Автоматы, предназначавшиеся для установки ZG 1229, оснащались планкой на правой стороне ствольной коробки, аналогичной планке для установки оптического прицела ZF4.
ZG 1229 относился к ночным прицелам «нулевого» поколения: его ЭОП не обладал высокой чувствительностью в темноте и требовал использования инфракрасной подсветки.

## Характеристики
Масса, кг:
2,26 (прицел с инфракрасным прожектором)
13,59 (аккумуляторные батареи)
Время непрерывной работы, часов: 3…5
Напряжение питания, в: 6 000
Диаметр линзы прицела, см: 8,5
Диаметр ЭОП, см: 7
Мощность лампы инфракрасной подсветки, вт: 35
Диаметр лампы инфракрасной подсветки, см: ~12,7